# Red Bull MotoGP Rookies Cup 2020
Der Red Bull MotoGP Rookies Cup 2020 war der 14. in der Geschichte des FIM-Red Bull MotoGP Rookies Cups.
Es wurden zwölf Rennen bei sechs Veranstaltungen ausgetragen.
Gesamtsieger wurde Pedro Acosta aus Spanien.

## Punkteverteilung
Meister wurde derjenige Fahrer, der bis zum Saisonende die meisten Punkte in der Meisterschaft gesammelt hatte. Bei der Punkteverteilung wurden die Platzierungen im Gesamtergebnis des jeweiligen Rennens berücksichtigt. Die 15 erstplatzierten Fahrer jedes Rennens erhielten Punkte nach folgendem Schema:
Weltmeister wird derjenige Fahrer beziehungsweise der Hersteller, der bis zum Saisonende die meisten Punkte in der Weltmeisterschaft angesammelt hat. Bei der Punkteverteilung werden die Platzierungen im Gesamtergebnis des jeweiligen Rennens berücksichtigt. Die fünfzehn erstplatzierten Fahrer jedes Rennens erhalten Punkte nach folgendem Schema:
| Punkteverteilung | Punkteverteilung | Punkteverteilung | Punkteverteilung | Punkteverteilung | Punkteverteilung | Punkteverteilung | Punkteverteilung | Punkteverteilung | Punkteverteilung | Punkteverteilung | Punkteverteilung | Punkteverteilung | Punkteverteilung | Punkteverteilung | Punkteverteilung |
| ---------------- | ---------------- | ---------------- | ---------------- | ---------------- | ---------------- | ---------------- | ---------------- | ---------------- | ---------------- | ---------------- | ---------------- | ---------------- | ---------------- | ---------------- | ---------------- |
| Platz            | 1                | 2                | 3                | 4                | 5                | 6                | 7                | 8                | 9                | 10               | 11               | 12               | 13               | 14               | 15               |
| Punkte           | 25               | 20               | 16               | 13               | 11               | 10               | 9                | 8                | 7                | 6                | 5                | 4                | 3                | 2                | 1                |

In die Wertung kamen alle erzielten Resultate.

## Rennkalender
|   | Lauf | Datum        | Lauf       | Strecke                          | Streckenlayout |
| - | ---- | ------------ | ---------- | -------------------------------- | -------------- |
| 1 | 1    | 15. August   | Österreich | Red Bull Ring (Spielberg)        |                |
| 1 | 2    | 16. August   | Österreich | Red Bull Ring (Spielberg)        |                |
| 2 | 1    | 22. August   | Steiermark | Red Bull Ring (Spielberg)        |                |
| 2 | 2    | 23. August   | Steiermark | Red Bull Ring (Spielberg)        |                |
| 3 | 1    | 17. Oktober  | Aragonien  | Motorland Aragón (Alcañiz)       |                |
| 3 | 2    | 18. Oktober  | Aragonien  | Motorland Aragón (Alcañiz)       |                |
| 4 | 1    | 24. Oktober  | Teruel     | Motorland Aragón (Alcañiz)       |                |
| 4 | 2    | 25. Oktober  | Teruel     | Motorland Aragón (Alcañiz)       |                |
| 5 | 1    | 7. November  | Europa     | Circuit Ricardo Tormo (Valencia) |                |
| 5 | 2    | 8. November  | Europa     | Circuit Ricardo Tormo (Valencia) |                |
| 6 | 1    | 15. November | Valencia   | Circuit Ricardo Tormo (Valencia) |                |
| 6 | 2    | 16. November | Valencia   | Circuit Ricardo Tormo (Valencia) |                |

## Rennergebnisse
|   | Lauf | Datum  | Rennen     | Strecke       | Platz 1        | Platz 2        | Platz 3         | Pole-Position  | Schn. Rennrunde | Gesamtführender Fahrer |
| - | ---- | ------ | ---------- | ------------- | -------------- | -------------- | --------------- | -------------- | --------------- | ---------------------- |
| 1 | 1    | 15.08. | Österreich | Red Bull Ring | Pedro Acosta   | David Muñoz    | Daniel Holgado  | Dani Muñoz     | David Muñoz     | Pedro Acosta           |
| 1 | 2    | 16.08. | Österreich | Red Bull Ring | Pedro Acosta   | David Muñoz    | Daniel Holgado  | Dani Muñoz     | David Muñoz     | Pedro Acosta           |
| 2 | –    | 22.08. | Steiermark | Red Bull Ring | Pedro Acosta   | Daniel Holgado | David Muñoz     | Pedro Acosta   | Iván Ortolá     | Pedro Acosta           |
| 2 | 2    | 23.08. | Steiermark | Red Bull Ring | Pedro Acosta   | Iván Ortolá    | Dani Muñoz      | Pedro Acosta   | David Muñoz     | Pedro Acosta           |
| 3 | 1    | 29.06. | Aragonien  | Aragón        | Pedro Acosta   | Daniel Holgado | Iván Ortolá     | Pedro Acosta   | David Salvador  | Pedro Acosta           |
| 3 | 2    | 30.06. | Aragonien  | Aragón        | Pedro Acosta   | David Alonso   | Iván Ortolá     | Pedro Acosta   | David Salvador  | Pedro Acosta           |
| 4 | 1    | 06.07. | Teruel     | Aragón        | Iván Ortolá    | Pedro Acosta   | David Alonso    | Dani Muñoz     | Izan Guevara    | Pedro Acosta           |
| 4 | 2    | 07.07. | Teruel     | Aragón        | David Alonso   | Dani Muñoz     | Iván Ortolá     | Dani Muñoz     | Iván Ortolá     | Pedro Acosta           |
| 5 | 1    | 10.08. | Europa     | Valencia      | David Salvador | Mario Aji      | Billy Van Eerde | Pedro Acosta   | David Salvador  | Pedro Acosta           |
| 5 | 2    | 11.08. | Europa     | Valencia      | Daniel Holgado | Pedro Acosta   | David Muñoz     | Pedro Acosta   | David Muñoz     | Pedro Acosta           |
| 6 | 1    | 21.09. | Valencia   | Valencia      | David Muñoz    | Iván Ortolá    | David Salvador  | Daniel Holgado | David Muñoz     | Pedro Acosta           |
| 6 | 2    | 22.09. | Valencia   | Valencia      | David Muñoz    | Daniel Holgado | Pedro Acosta    | Daniel Holgado | Álex Escrig     | Pedro Acosta           |

## Fahrerwertung
| Pos. | Fahrer                  | Osterreich | Osterreich | Steiermark | Steiermark | Aragonien | Aragonien | Teruel | Teruel | Europa | Europa | Valencia | Valencia | Gesamt |
| Pos. | Fahrer                  | L1         | L2         | L1         | L2         | L1        | L2        | L1     | L2     | L1     | L2     | L1       | L2       | Gesamt |
| ---- | ----------------------- | ---------- | ---------- | ---------- | ---------- | --------- | --------- | ------ | ------ | ------ | ------ | -------- | -------- | ------ |
| 1    | Pedro Acosta            | 1          | 1          | 1          | 1          | 1         | 1         | 2      | 10     | Ret    | 2      | 14       | 3        | 214    |
| 2    | David Muñoz             | 2          | 2          | 3          | 8          | Ret       | Ret       | 4      | 9      | Ret    | 3      | 1        | 1        | 150    |
| 3    | Iván Ortolá             | Ret        | 6          | 5          | 2          | 3         | 3         | 1      | 3      | Ret    | 6      | 2        | 10       | 150    |
| 4    | David Alonso            | 4          | 4          | 4          | 4          | 5         | 2         | 3      | 1      | Ret    | 4      | Ret      | Ret      | 137    |
| 5    | Daniel Holgado          | 3          | 3          | 2          | Ret        | 2         | Ret       | Ret    | 4      | 13     | 1      | Ret      | 2        | 133    |
| 6    | David Salvador          | 5          | 16         | 7          | 5          | 4         | 5         | 5      | 8      | 1      | 7      | 3        | Ret      | 124    |
| 7    | Dani Muñoz              | 18         | 5          | 6          | 3          | 7         | 6         | 6      | 2      | 7      | Ret    | 10       | Ret      | 101    |
| 8    | Zonta van den Goorbergh | 9          | 8          | 12         | 6          | 18        | 8         | 7      | 12     | 4      | 11     | 9        | 9        | 82     |
| 9    | Izan Guevara            |            |            | 18         | 11         | 9         | 4         | 10     | 5      | 10     | 5      | Ret      | 4        | 72     |
| 10   | Collin Veijer           | 14         | 10         | 10         | 7          | Ret       | 9         | Ret    | 7      | Ret    | 8      | 6        | 6        | 67     |
| 11   | Mario Aji               | 13         | 19         | 14         | 12         | 12        | 11        | 11     | 11     | 2      | 10     | 5        | Ret      | 65     |
| 12   | Marcos Uriarte          | 12         | 17         | DNS        | DNS        | 15        | 10        | 9      | 6      | Ret    | 9      | 4        | 5        | 59     |
| 13   | Billy Van Eerde         | 15         | 7          | 11         | Ret        | 6         | 7         | 8      | Ret    | 3      | Ret    | DNS      | DNS      | 58     |
| 14   | Álex Escrig             | Ret        | 15         | 13         | Ret        | 13        | Ret       | 14     | 16     | 5      | 12     | 7        | 7        | 42     |
| 15   | Álex Millán             | 10         | 22         | 15         | 10         | 21        | 13        | Ret    | 15     | 9      | 14     | 8        | 8        | 42     |
| 16   | Matteo Bertelle         | 8          | 9          |            |            | 8         | Ret       | 13     | 14     | 6      | 13     |          |          | 41     |
| 17   | Noah Dettwiler          | 6          | 14         | 8          | 9          | 14        | 14        | 18     | 20     | 8      | Ret    |          |          | 39     |
| 18   | Scott Ogden             | 11         | 13         | DNS        | DNS        | 11        | 12        | 12     | 13     | Ret    | Ret    | 11       | 11       | 34     |
| 19   | Gabin Planques          | 7          | 11         | 9          | 14         | Ret       | 15        | 19     | 18     |        |        |          |          | 24     |
| 20   | Tatchakorn Buasri       | Ret        | DNS        | WD         | WD         | 10        | 17        | 15     | Ret    | 11     | 17     | 12       | Ret      | 16     |
| 21   | Artem Maraev            | Ret        | 20         | 17         | 13         | 16        | 16        | 17     | 17     | 14     | 16     | 13       | 14       | 10     |
| 22   | Shō Nishimura           | 19         | 12         | 16         | Ret        | WD        | WD        |        |        |        |        | Ret      | 12       | 8      |
| 23   | Luca Lunetta            | Ret        | 18         | Ret        | 15         | 19        | 18        | 16     | 19     | 12     | 15     |          |          | 6      |
| 24   | Phillip Tonn            | Ret        | 21         | Ret        | 18         | 17        | Ret       | Ret    | 21     | Ret    | Ret    | Ret      | 13       | 3      |
| 25   | Bartholomé Perrin       | 17         | 24         | 19         | 16         | 20        | 19        | 20     | 22     | Ret    | Ret    |          |          | 0      |
| 26   | Rocco Landers           | 16         | 23         | Ret        | 17         | WD        | WD        |        |        |        |        |          |          | 0      |

| Farbe         | Bedeutung                               |
| ------------- | --------------------------------------- |
| Gold          | Sieger                                  |
| Silber        | 2. Platz                                |
| Bronze        | 3. Platz                                |
| Grün          | Platzierung in den Punkten              |
| Blau          | Klassifiziert außerhalb der Punkteränge |
| Violett       | Rennen nicht beendet (DNF)              |
| Violett       | nicht klassifiziert (NC)                |
| Rot           | nicht qualifiziert (DNQ)                |
| Schwarz       | disqualifiziert (DSQ)                   |
| Weiß          | nicht am Start (DNS)                    |
| Weiß          | zurückgezogen (WD)                      |
| Weiß          | Rennen abgesagt (C)                     |
| ohne Farbe    | nicht am Training teilgenommen (DNP)    |
| ohne Farbe    | verletzt oder krank (INJ)               |
| ohne Farbe    | ausgeschlossen (EX)                     |
| ohne Farbe    | nicht erschienen (DNA)                  |
| fett          | Pole-Position                           |
| kursiv        | Schnellste Rennrunde                    |
| unterstrichen | WM-Führung                              |
| hochgestellt  | Platzierung im Sprintrennen             |